# Guillermo Cifré
Guillermo (o Guillem) Cifré Figuerola, conocido por su primer apellido, Cifré (Barcelona, 22 de noviembre de 1921-4 de noviembre de 1962), fue un historietista, ilustrador y animador español, creador de algunos de los personajes más representativos de la llamada «escuela Bruguera», como El repórter Tribulete y Don Furcio Buscabollos, y del tipo iconográfico del solterón (Cucufato Pi, Golondrino Pérez). También fue, con Peñarroya, el portadista «oficial» de muchas de las publicaciones de la casa, hasta su prematura muerte.
Debido a ello, se lo considera uno de los «cinco grandes» de la editorial en los años 50, junto a Conti, Escobar, Giner (este, dibujante realista) y Peñarroya. Es el padre del también historietista Guillem Cifré.

## Biografía y obra

### Infancia y juventud
Ya en el colegio, creaba una revista de 4 páginas que vendía a sus propios compañeros.

### Inicios en Bruguera
Su carrera profesional comenzó, junto a otros futuros dibujantes de Bruguera, en los estudios de Dibujos Animados Chamartín, donde participó en la producción de series como Civilón (1942-1944) y Garabatos (1943-1945). En 1947 empezó a trabajar para la editorial Bruguera, creando las series El repórter Tribulete, que en todas partes se mete (1947), Las tremebundas fazañas de Don Furcio Buscabollos (1947), Cucufato Pi (1949) y Amapolo Nevera (1952) para las revistas Pulgarcito y El DDT.
En esta época, trabajaba con sus amigos Escobar y Peñarroya en un estudio alquilado. Gustaban de la recogida de rovellones en los meses de otoño y de gastarse bromas mutuamente, incluso en sus obras. Cifré era también un gran aficionado al fútbol y a la pintura (óleo, acuarelas o carboncillo). Tuvo entonces (1952) a su hijo Guillem.

### La aventura independiente:Tío Vivo
En 1957, junto con estos y otros compañeros de la editorial, Carlos Conti y Eugenio Giner, creó una empresa independiente que comenzó a publicar una nueva revista, Tío Vivo, manteniendo los esquemas típicos de las revistas Bruguera. Para esta revista, Cifré dibujó nuevos personajes, como Golondrino Pérez, Rosalía y El sabio Megatón, todos ellos de 1957. 

### Vuelta a Bruguera
Tras el fracaso económico de Tío Vivo, volvió a Bruguera, para la que continuó creando personajes, entre los que destaca Pepe Despiste (1959), Cepillo Chivátez (1960) y Don Tele (1960). Colaboró, además, en otras publicaciones ajenas a la editorial, como el diario deportivo Dicen, para el que creó la tira cómica de Don Césped. A principios de los años sesenta realizó también algunos chistes para revistas de historietas alemanas y británicas a través de agencias.

## Estilo
En opinión del investigador Juan Antonio Ramírez, la obra de Guillermo Cifré se caracteriza por su extraordinaria movilidad narrativa.

## Obra
| Años | Título                                             | Guionista                    | Tipo            | Publicación                    |
| ---- | -------------------------------------------------- | ---------------------------- | --------------- | ------------------------------ |
| 1944 | Panchito                                           |                              | Serial          | Seyla                          |
| 1947 | El Reporter Tribulete, que en todas partes se mete | Rafael González inicialmente | Serie           | Pulgarcito                     |
| 1947 | Las tremebundas fazañas de Don Furcio Buscabollos  | Rafael González inicialmente | Serie           | Pulgarcito                     |
| 1949 | Cucufato Pí                                        |                              | Serie           | Pulgarcito                     |
| 1951 | Aventuras morrocotudas del SuperBirria             |                              | Serie           | El DDT                         |
| 1952 | Amapolo Nevera                                     | Carlos Bech                  | Serie           | El DDT                         |
| 1953 | Vagancio                                           |                              | Serie           | Pulgarcito                     |
| 1957 | ¡Esas chicas!                                      |                              | Serie colectiva | Tío Vivo                       |
| 1957 | Golondrino Pérez                                   |                              | Serie           | Tío Vivo                       |
| 1957 | Rosalía                                            |                              | Serie           | Tío Vivo                       |
| 1957 | El sabio Megatón                                   |                              | Serie           | Tío Vivo                       |
| 1959 | Pepe Despiste                                      |                              | Serie           |                                |
| 1959 | Cepillo Chivátez                                   |                              | Serie           | Selecciones de Humor de El DDT |
| 1960 | Don Tele                                           |                              | Serie           |                                |
|      | Don Césped                                         |                              |                 | Dicen                          |

## Valoración y legado
Según el investigador Luis Gasca, Guillermo Cifré fue «el más acertado mantenedor del estilo Pulgarcito». Sus tipos iconográficos y su estilo sirvieron de inspiración para dibujantes posteriores.
Armando Matías Guiu lo considera uno de los tres artistas más importantes de la Escuela Bruguera, junto a Conti y Escobar. Jesús Cuadrado va más allá, y señala que fue uno de los grandes del tebeo de postguerra, junto a Vázquez y Ripoll G., destacando en todos ellos su causticidad, capacidad de sufrimiento, ingenio, amor al medio y cultura.
En 1969, la Primera Reunión Nacional de Dibujantes de Historietas le otorgó a título póstumo su primera medalla.